# Cylindrepomus mucronatus
Cylindrepomus mucronatus là một loài bọ cánh cứng trong họ Cerambycidae.